# Mimi métallo blessé dans son honneur
Pour plus de détails, voir Fiche technique et Distribution.
Mimi métallo blessé dans son honneur (Mimì metallurgico ferito nell'onore) est un film italien réalisé par Lina Wertmüller, sorti en 1972.
Le film est le plus grand succès de sa réalisatrice, réunissant 8 564 000 spectateurs, rapportant 3,5 milliards de lires et se classant no 3 de l'année au box-office.

## Synopsis
Carmelo Mardocheo, surnommé Mimì, un brave ouvrier sicilien, refuse de plier aux règles de la mafia. Privé de travail à cause de ses sympathies pour le parti communiste, il s’exile à Turin, laissant derrière lui sa femme. Devenu métallo, Mimi fait la connaissance de Fiore, jeune femme engagée dont il tombe fou amoureux. C'est alors que la mafia le rapatrie en Sicile car sa femme a une liaison avec un gendarme local.

## Fiche technique
- Titre original : Mimì metallurgico ferito nell'onore
- Titre français : Mimi métallo blessé dans son honneur
- Réalisation : Lina Wertmüller
- Scénario : Lina Wertmüller
- Photographie : Dario Di Palma
- Musique : Piero Piccioni
- Production : Romano Cardarelli et Daniele Senatore
- Pays d'origine : Italie
- Format : Couleurs - 1,85:1 - Mono
- Genre : comédie
- Durée : 121 minutes
- Date de sortie : 1972
- Affiche : Léo Kouper (France)

## Distribution
- Giancarlo Giannini : Carmelo Mardocheo / Mimi
- Mariangela Melato : Fiorella Meneghini
- Turi Ferro : Don Calogero / Vico Tricarico / Salvatore Tricarico
- Agostina Belli : Rosalia Capuzzo in Mardocheo
- Tuccio Musumeci